# Santee (Kalifornija)
Santee je grad u američkoj saveznoj državi Kalifornija. Prema popisu stanovništva iz 2010. u njemu je živjelo 53.413 stanovnika.